# مک‌کانکی آگار

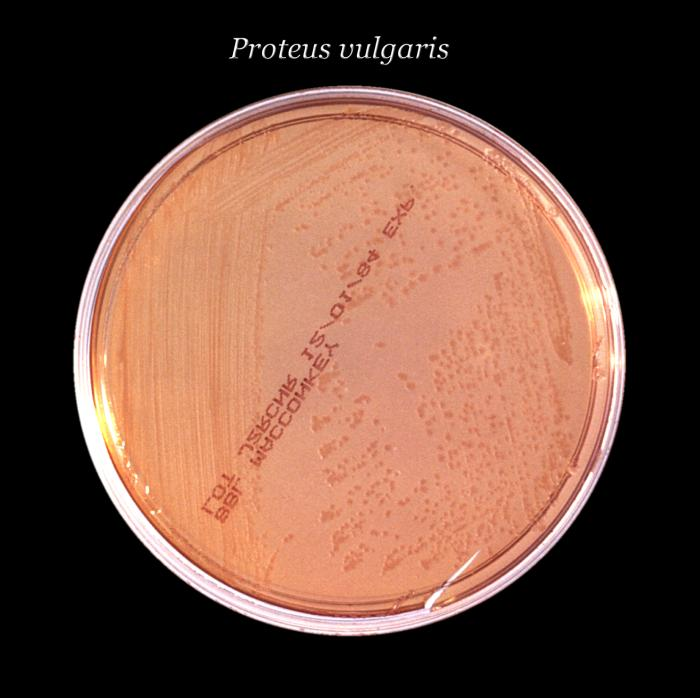
یک پلیت مک‌کانکی آگار حاوی باکتری کشت‌شده و فعال.

لاکتوز

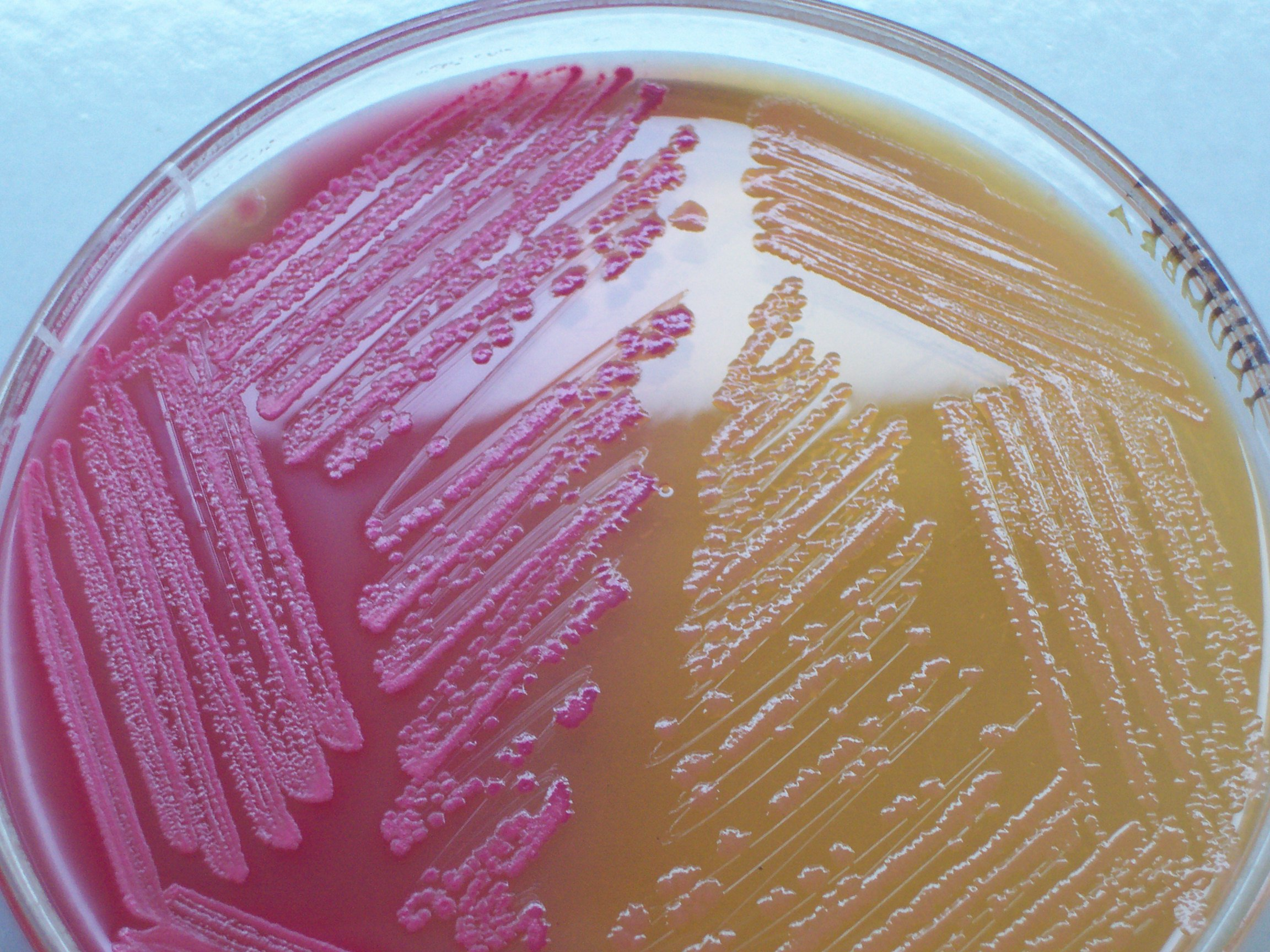
مک‌کانکی آگار با کلنی‌های تخمیرکنندهٔ لاکتوز و غیرتخمیرکنندهٔ لاکتوز. باکتری کشت‌شده در سمت چپ، یک تخمیرکنندهٔ لاکتوز است که رنگ صورتی آن مشهود است. باکتری سمت راست هیچ رنگی تولید نمی‌کند، بنابراین به نظر نمی‌رسد که تخمیرکنندهٔ لاکتوز باشد.

مَک‌کانکی آگار (MacConkey agar) یک محیط کشت میکروبی انتخابی و افتراقی برای باکتری‌ها است که برای جداسازی انتخابی باکتری‌های گرم منفی و باکتری‌های دستگاه گوارش (معمولاً در مجرای روده) و تمایز آن‌ها بر اساس تخمیر لاکتوز طراحی شده‌است. تخمیرکننده‌های لاکتوز در مک‌کانکی آگار، قرمز یا صورتی می‌شوند و غیرتخمیرکننده‌ها تغییر رنگ نمی‌دهند.

### علت نامگذاری
این محیط کشت در سال ۱۹۰۰ توسط آلفرد تئودور مک‌کانکی (Alfred Theodore MacConkey)، باکتری‌شناس بریتانیایی شاغل در کمیسیون سلطنتی دفع فاضلاب توسعه یافت. هدف اولیه او ایجاد محیطی انتخابی برای جداسازی باکتری‌های روده‌ای از نمونه‌های آب و فاضلاب بود.

### اجزاء
مک‌کانگی آگار حاوی نمک‌های صفراوی (برای مهار اکثر باکتری‌های گرم مثبت)، رنگ بنفش کریستال (که برخی از باکتری‌های گرم مثبت را نیز مهار می‌کند) و رنگ قرمز خنثی (که اگر میکروب‌ها در حال تخمیر لاکتوز باشند، صورتی می‌شود).

### ترکیبات اصلی
ترکیبات اصلی مک‌کانکی آگار بر اساس استانداردهای CLSI عبارتند از:
- پپتون - ۱۷ گرم
- پروتئوز پپتون - ۳ گرم
- لاکتوز - ۱۰ گرم
- نمک صفراوی - ۱٫۵ گرم
- سدیم کلرید - ۵ گرم
- نوترال رد - ۰٫۰۳ گرم
- بنفش کریستال - ۰٫۰۰۱ گرم
- آگار - ۱۳٫۵ گرم
- آب مقطر - تا ۱ لیتر

### کاربردهای تخصصی
مک‌کانکی آگار با سوربیتول برای تشخیص اشریشیا کلی O157:H7 استفاده می‌شود، چرا که این سویه قادر به تخمیر سوربیتول نیست.
بسته به نیاز، انواع مختلفی از مک‌کانکی آگار وجود دارد. اگر گسترش یا ازدحام گونه‌های پروتئوس لازم نباشد، کلرید سدیم حذف می‌شود. کریستال بنفش با غلظت ۰٫۰۰۰۱٪ (۰٫۰۰۱ گرم در لیتر) در صورت نیاز، به‌منظور بررسی این‌که آیا باکتری‌های گرم مثبت مهار می‌شوند، گنجانده می‌شود.